# Polnische Sozialistische Partei
Die Polnische Sozialistische Partei (polnisch Polska Partia Socjalistyczna, PPS) ist eine polnische politische Partei sozialistischer Prägung, die im November 1892 in Paris als Auslandsverband polnischer Sozialisten (Związek Zagraniczny Socjalistów Polskich) gegründet wurde und vor allem in der Zwischenkriegszeit politischen Einfluss in Polen hatte. Es trug erheblich zur Wiedererlangung der Unabhängigkeit Polens bei.

## Geschichte

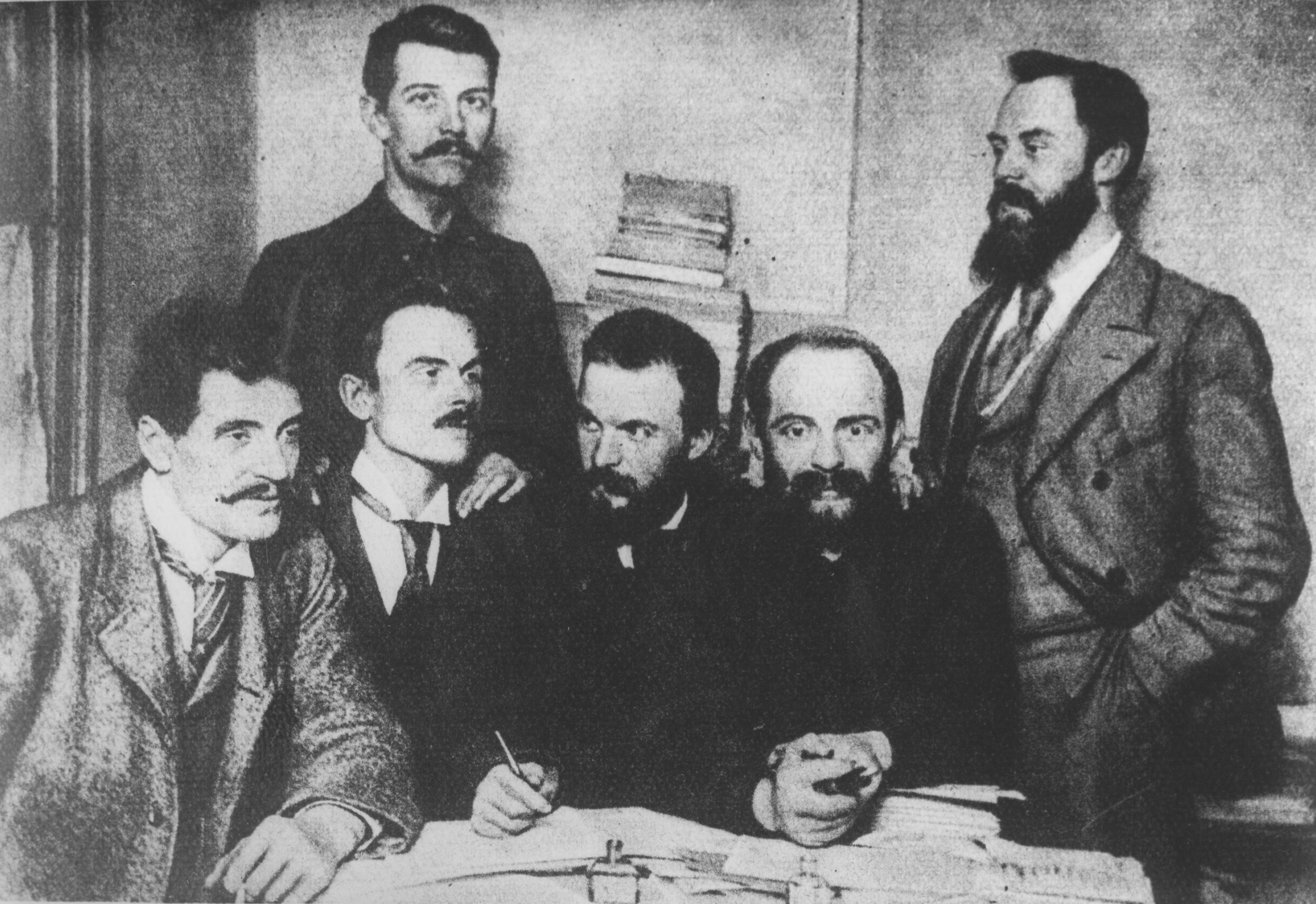
Anführer der PPS bei dem Treffen der Zweiten Internationalen in London, 1896

### Gründung und erste Jahre
Das 1893 verabschiedete sozialpolitische Programm der Partei orientierte sich am Erfurter Programm der SPD und forderte unter anderem die Verstaatlichung von Grund und Boden, Produktions- und Verkehrsmitteln, den Acht-Stunden-Arbeitstag sowie Mindestlöhne. Das Hauptziel der Partei war die Wiedererlangung der polnischen Unabhängigkeit. Der prominenteste Anführer der Partei war Józef Piłsudski.
Im Mai 1904 wurde die erste Kampfeinheit der Partei (Organizacja Bojowa Polskiej Partii Socjalistycznej, OBPPS) begründet. Begünstigt durch den Russisch-Japanischen Krieg konnte die Partei Geld und Waffen aus Japan erhalten und führte damit Überfälle auf Banken und Postzüge im Einflussgebiet Russlands durch. Eine Massendemonstration im November 1904 führte zu Kämpfen mit dem russischen Militär, was als erste Kampfhandlung seit dem Januaraufstand 1863/64 gilt. Dies führte zu einem Anstieg der Mitgliederzahlen, sodass die Partei 1906 etwa 55.000 Mitglieder hatte. Die Wahlen zur 1. Duma wurden von der PPS boykottiert. Vielmehr setzte die Partei weiter auf Kämpfe und führte Anschläge auf zaristische Einrichtungen, aber auch Plünderungen von Zügen durch. Die Attentate des Blutigen Mittwochs gehörten dazu, Roman Dmowski bezichtigte die PPS daher des Banditentums. Ende 1906 spaltete sich die PPS in die sogenannte Revolutionäre Fraktion (Polska Partia Socjalistyczna – Frakcja Rewolucyjna) mit Józef Piłsudski und die sogenannte Linke Fraktion (Polska Partia Socjalistyczna – Lewica).

### Zweite Republik Polen
1919 schloss sich die Sozialdemokratische Partei Galiziens der PPS an. In der Zweiten Polnischen Republik arbeitet die PPS eng mit der Deutschen Sozialistischen Arbeitspartei Polens zusammen und bildete 1928 mit dieser eine gemeinsame Wahlliste zum Sejm. Die Partei war Mitglied der Sozialistischen Internationale zwischen 1923 und 1940.
Die PPS unterstützte zuerst Józef Piłsudski, auch seinen Maiputsch 1926. Später ging sie in Opposition zu seinem autoritären Sanacja-Regime, indem sie der demokratischen „Centrolew“ Oppositionsbewegung beitrat. Viele Anführer und Mitglieder der PPS wurden unter Piłsudski vor Gericht gestellt und im berüchtigten Bereza Kartuska Gefängnis inhaftiert. Adam Ciolkocz, Herman Lieberman und Adam Pragier wurden in der Festung Brest im September 1930 inhaftiert. Beim Begräbnis des ehemaligen Premiers und Galiziers Ignacy Daszynsky 1936 versammelten sich demonstrativ die PPS-Anführer. Strittig war das Verhältnis zu den 1938 von Stalin aufgelösten polnischen Kommunisten.

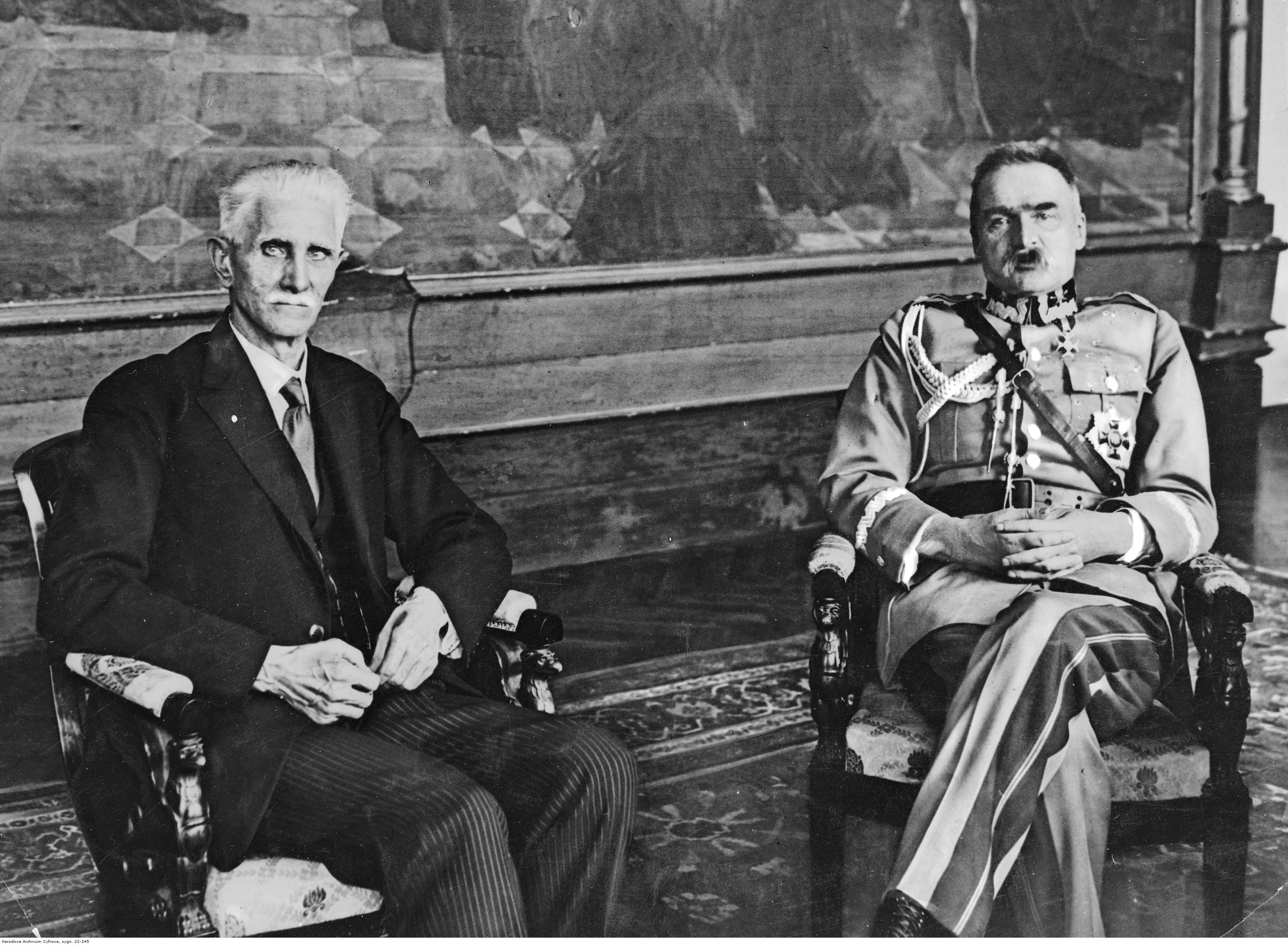
Der erste Ministerpräsident Polens, Daszyński von der PPS mit Józef Piłsudski, 1928

Die PPS unterstützte den polnischen Widerstand im Zweiten Weltkrieg als eigene Untergrundbewegung (Polska Partia Socjalistyczna – Wolność, Równość, Niepodległość [Freiheit – Gleichheit – Unabhängigkeit]). Vorsitzender war Tomacz Arciszewski. Sie war auch an der Bildung der Polnischen Exilregierung beteiligt. Ihre Mitglieder und Anhänger gehörten zu den Opfern der stalinistischen Liquidierungen nach dem sowjetischen Einmarsch 1939, z. B. im Sonderlager Koselsk. Eine Parteimitgliedschaft in der PPS galt als antisowjetisch und wurde wie bei den anderen politischen Richtungen erfasst. Zu den Opfern aus der PPS gehörte z. B. der Psychoanalytiker Jan Nelken. Zur stalinistischen Säuberung gehörte im Juni 1945 auch der Prozess der Sechzehn, unter denen auch der langjährige Untergrundführer Kazimierz Pużak von der PPS war. Gustaw Herling-Grudziński, der von 1946 bis 1960 im Exil zur PPS gehörte, berichtete als einer der ersten über seine Zeit im Gulag von 1940 bis 1942.
Im September 1944 wurde die PPS im weitgehend befreiten und von der kommunistischen Partei sowie sowjetischem Militär und Geheimdiensten kontrollierte Polen erneut zugelassen. Diese Neugründung stand allerdings in Konkurrenz zu der im Untergrund und im Exil weiterhin bestehenden Partei. In ihr wirkten als Funktionäre vor allem PPS-Mitglieder, die sich während des Krieges oder schon zuvor den Kommunisten angenähert hatten. Ihr wichtigster Vertreter war Edward Osóbka-Morawski. Die PPR zielte mit der Parteizulassung darauf, den Anschein einer pluralistischen Demokratie zu erwecken und PPS-Mitglieder von der Unterstützung der Untergrundpartei und der Polnischen Exilregierung abzuziehen. Mit der Befreiung und der kommunistischen Dominanz in ganz Polen Anfang 1945 gelang dies: Die Mitgliederzahl der „neuen“ PPS nahm rasch zu. Im Frühjahr war eine Mitgliederzahl von 124.000 erreicht. Die im Untergrund verbleibenden Funktionäre der „alten“ PPS waren damit weitgehend isoliert.

### Nach 1945
Nach dem Zweiten Weltkrieg blieben ein großer Teil der „alten“ PPS-Anführer im Exil. Die Exil-PPS stellte einen Präsidenten, Stanisław Ostrowski.
Bei der Sejmwahl in Polen 1947 war die PPS mit der kommunistischen PPR bereits auf einer Liste, dem Demokratischen Block, dem auf Stalins Anordnung mit Wahlfälschung zum Erfolg verholfen wurde. 1948 spaltete sich die PPS, als die Kommunisten sie weiter unter Druck setzten. Eine Gruppe mit Edward Osóbka-Morawski wollte mit der Polnischen Bauernpartei eine gemeinsame Front bilden. Eine andere Gruppe mit Józef Cyrankiewicz befürwortete eine Unterstützung der Kommunisten, unter Vorbehalten gegen ihre Alleinmacht. Vorkriegsfeindschaften wirkten weiter, Stanisław Mikołajczyk von der Bauernpartei willigte nicht in das Bündnis mit der PPS ein. Die Kommunisten machten dagegen Cyrankiewicz zum Premier, und die Richtung in der PPS unter Cyrankiewicz wurde mit der PPR zur PZPR am 15. Dezember 1948 zwangsvereinigt. Reste der anderen Richtung verblieben nur noch in der Exilregierung. Bereits von Dezember 1947 bis Dezember 1948 hatte sich die Zahl der Parteimitglieder von 750.000 auf 531.000 verringert, zum Teil wegen unmittelbar von der PPR oder dem Sicherheitsdienst geforderter Parteiausschlüsse.
Erst 1987 wurde auch in Polen die PPS als Polska Partia Socjalistyczna durch Jan Józef Lipski reaktiviert. Wichtig war der Vereinigungsparteitag 1990 in Warschau mit der Exilpartei, auf dem Lidia Ciołkoszowa zur lebenslangen Ehrenvorsitzenden gewählt worden ist. Seit 1989 war die PPS zeitweise im Rahmen von Wahlbündnissen im Sejm vertreten, erlangte aber nicht mehr die frühere Bedeutung, nicht zuletzt aufgrund der linken Konkurrenz seitens von Parteien wie Młodzi Socjaliści (Junge Sozialisten) und der 2002 von der PPS abgespaltenen Nowa Lewica, die sich ebenfalls auf PPS-Tradition berufen. Vor allem hatte der Begriff des Sozialismus die Faszination verloren. Andere linksdemokratische Parteien haben ihre Positionen übernommen wie die Lewica. Im Jahr 2020 war sie mit einem einzigen Senator Wojciech Konieczny im Parlament vertreten.

## Bekannte Aktivisten
- Józef Piłsudski, polnischer Marschall und de-facto erstes Staatsoberhaupt ab 1918
- Stefan Okrzeja, „Held“ der Revolution von 1905
- Jędrzej Moraczewski, Ministerpräsident 1918/19
- Artur Śliwiński, Ministerpräsident 1922
- Franciszek Trąbalski, 1922–1939 Funktionär der polnischen Sozialisten in Deutschland
- Stanisław Wojciechowski, Staatspräsident 1922–1926
- Ignacy Daszyński, Sejmmarschall 1928–1930
- Walery Sławek, dreimaliger Ministerpräsident zwischen 1930 und 1935
- Aleksander Prystor, Ministerpräsident 1931–1933
- Janusz Jędrzejewicz, Ministerpräsident 1933–1934
- Felicjan Sławoj Składkowski, Ministerpräsident 1936–1939
- Wanda Krahelska-Filipowicz, Mitbegründerin der Zegota 1942
- Kazimierz Sosnkowski, Exil-Oberbefehlshaber der polnischen Armee
- Herman Lieberman, Exil-Justizminister 1941
- Bolesław Drobner, Wiederbegründer der Inlands-PPS 1944
- Kazimierz Pużak, Untergrundkämpfer 1939–1944, Opfer des Stalinismus
- Edward Osóbka-Morawski, Ministerpräsident der Provisorischen Regierung 1944
- Tomasz Arciszewski, Untergrundkämpfer und Exil-Ministerpräsident 1944–1947
- Józef Cyrankiewicz, Ministerpräsident der Volksrepublik 1947–1952 und 1954–1970
- Adam Ciolkocz, Exil-Parteivorsitzender
- Lidia Ciołkoszowa, Ehrenvorsitzende 1990–2002
- Antoni Pająk, Exil-Ministerpräsident 1955–1965
- Alfred Urbański, Exil-Ministerpräsident 1972–1976
- Jan Józef Lipski, Wiederbegründer 1987

## Einzelbelege
1. 1 2  Manfred Alexander: Kleine Geschichte Polens, Stuttgart 2008, S. 255–257, ISBN 978-3-15-017060-1.
2. ↑  Wolfgang Templin: Der Kampf um Polen. Paderborn 2018, S. 202.
3. ↑  Albin Głowacki: Sowieci wobec Polaków na ziemiach wschodnich II Rzeczypospolitej 1939–1941. 2. Auflage. Łódź 1998 (Ende Dezember 1939 befanden sich 15.105 Gefangene in den drei Sonderlagern. Mehr als die Hälfte von ihnen waren Offiziere (56,2 %), den Rest bildeten Polizisten, Gendarmen und andere. Der Anteil der Reservisten unter den Offizieren betrug 55 Prozent. Unter den Offizieren befanden sich 650 ältere Soldaten im Ruhestand, darunter nicht wenige Kranke und Invaliden. Unter den Reserveoffizieren waren Hunderte von Grund-, Ober- und Hochschullehrern, Ingenieure, Ärzte, Juristen, Journalisten, Künstler, Geistliche sowie gesellschaftlich oder politisch engagierte Personen – insgesamt also ein beträchtlicher Teil der damaligen polnischen Elite.).
4. ↑  Psychoanalysis in Poland during the partitions and its emancipatory ideals. ISBN 978-3-631-80223-6 (peterlang.com [abgerufen am 29. Februar 2020]).
5. ↑  Andrzej Friszke, Antoni Dudek: Geschichte Polens 1939–2015, Brill Schöningh, Paderborn 2022, S. 124.
6. ↑  Redakcja PAI: Stanisław Ostrowski, Ostatni Prezydent Królewskiego Stołecznego Miasta Lwowa. In: POLONIJNA AGENCJA INFORMACYJNA. Polonijna Agencja Informacyjna (PAI), 22. November 1982, abgerufen am 17. Januar 2024 (polnisch).
7. ↑  Andrzej Friszke, Antoni Dudek: Geschichte Polens 1939–2015, Brill Schöningh, Paderborn 2022, S. 171.